# دنیل بوبران
دنیل بوبران (به انگلیسی: Danielle Beaubrun) (زادهٔ ۶ مهٔ ۱۹۹۰) شناگر اهل سنت لوسیا است.